# Hugo Schoellkopf
C. P. Hugo Schoellkopf (* 6. Juli 1862 in Buffalo; † 24. Februar 1928 in New York City) war ein US-amerikanischer Chemiker und Unternehmer. Er war ein Pionier der amerikanischen Teerfarben-Industrie.

## Leben
Hugo Schoellkopf wurde als fünfter Sohn der deutschen Auswanderer Jakob Friedrich Schöllkopf (1819–1899) und Christine Sophie Schöllkopf geb. Dürr geboren. Jakob Friedrich Schöllkopf war 1841 in die USA ausgewandert, nachdem er noch in Deutschland das Gerber-Handwerk erlernt hatte. Hier stieg er zu einem bedeutenden Lederfabrikanten und Mühlenbetreiber auf und erlangte weltweiten Ruf durch die Errichtung der Niagara Falls Hydraulic Power and Manufacturing Company zur Nutzung der Wasserkraft der Niagara-Fälle auf der amerikanischen Seite.
Nachdem Hugo Schoellkopf zunächst Privatunterricht erhalten hatte, besuchte er die Engelmann'sche Schule in Milwaukee und die St. Joseph’s Academy in Buffalo. 1877 besuchte er die Realschule in Stuttgart, die er mit Ehren abschloss. 1880 wechselte er zum Studium der Chemie an die Technische Hochschule Stuttgart und wurde dort wie sein Bruder Jacob Frederick Schoellkopf junior Mitglied des Corps Stauffia. 1885 kehrte er in die USA zurück und wurde neben seinem Bruder Jacob Frederick Teilhaber der 1879 von seinem Vater gegründete Schoellkopf Aniline and Chemical Company. 1900 wurde er Finanzvorstand der Schöllkopf, Hartford & Hanna Co., in der die drei Farbenfabriken der Schoellkopfs in Buffalo, New York City and Philadelphia konsolidiert worden waren. 1902 begannen die Schoellkopf-Brüder als erste in den USA mit der Produktion von Schwefelsäure nach dem Kontaktverfahren sowie von Salpetersäure und Salzsäure nach patentierten Verfahren. Das Schwefelsäuregeschäft nahm einen derart positiven Verlauf, dass es 1904 in die Contact Process Company als separate Unternehmung ausgegliedert wurde.
Schoellkopf war darüber hinaus noch in verschiedenen Unternehmungen involviert. So war er Mitdirektor der Niagara Falls Hydraulic Power and Manufacturing Company und Direktor der Niagara Junction Railway Company. Er erwarb die Niagara Sprayer Co. in Middleport, New York, die sich alsbald zu einem führenden Unternehmen zur Herstellung und trockenen Versprühung von Pflanzenschutzmitteln in den USA entwickelte.
Er war Mitglied der Freimaurerloge sowie verschiedener sozialer und kommerzieller Vereinigungen. 1890 heiratete er Emily F. Annette aus Fort Lee in New Jersey. Aus der Ehe ging der Sohn Alfred Hugo hervor. Schoellkopf fand seine letzte Ruhe auf dem Forest Lawn Friedhof in Buffalo.